# Effet d'échelle
 (novembre 2024).
Si vous disposez d'ouvrages ou d'articles de référence ou si vous connaissez des sites web de qualité traitant du thème abordé ici, merci de compléter l'article en donnant les références utiles à sa vérifiabilité et en les liant à la section « Notes et références ».
L'effet d'échelle traite des conséquences physiques venant de la modification de la dimension d'un corps ou plus généralement d'une grandeur physique.
L'effet d'échelle s'applique aux produits fabriqués par l'homme, mais également au monde vivant et à la physique en général. Quand la modification est une homothétie, les proportions sont conservées.

## Économie
L'effet d'échelle se manifeste notamment dans le domaine de l'économie, lorsque l'accroissement des volumes de production autorisée par la division du travail engendre des économies au sens où les modèles économiques classiques l'entendent. On parle alors d'économie d'échelle.
Cependant, au-delà d'une certaine limite, la loi des rendements décroissants montre que l'effet d'échelle ne joue plus comme une économie, mais comme un coût supplémentaire.

## Loi des carrés et des cubes

Clarification de la relation entre la longueur du côté d'un polyèdre, sa surface, et son volume.

La longueur varie en L, l'aire en L2, le volume en L3. Quand on double la dimension d'un corps :
- son aire est multipliée par 22 = 4; la surface augmente deux fois plus vite que la longueur.
- son volume est multiplié par 23 = 8; le volume augmente deux fois plus vite que la surface.

à densité constante, sa masse est également multipliée par 8.
- Application dans le domaine de la dynamique. On considère les efforts liés au mouvement (par exemple le battement des ailes d'un oiseau d'un colibri). À fréquence de battement égale, les contraintes d'inertie  = 1/2 m V² sont liées à la vitesse au carré, donc à la longueur au carré, et à la masse (longueur au cube). Quand on double la dimension, l'inertie est multipliée par 25 = 32.
- Application dans le domaine de la statique. Le moment de flexion d'une poutre, sous l'effet de son propre poids, varie avec la portée L (la distance entre appuis) :

Moment fléchissant Mt = P. L / 8, avec P = la masse de la poutre
La flexion amène des contraintes de traction et de compression qui dépendent de la section de la poutre :
contrainte = 6 x Mt / bh² (b, largeur de la poutre et h, hauteur de la poutre)
Pour une poutre de section carrée dont la hauteur est égale au dixième de la longueur, on aura :
P =  volume × densité = longueur × section × densité = L x (0,1 L x 0,1 L) x densité = 0,01 L3 × densité
contrainte = (0,01 L3 × L × densité / 8) / (0,1 L x 0,01 L²) = densité × L / 0,8
Si on double la longueur de la poutre, la contrainte est multipliée par 2.

## Monde vivant

### Système de respiration
Les insectes sont petits et limités en taille par leur système respiratoire, qui se fait par des trachées parcourant l'intérieur de leur corps. Pour une teneur donné d'oxygène dans l'air, ce système respiratoire ne permet pas des échanges gazeux plus performants, car il est principalement passif. Au delà de quelques centimètres, le corps interne d'un insecte ne serait presque plus oxygéné, limitant fortement leur taille maximale.
Les vertébrés ont pu acquérir des bien plus grandes tailles, car leurs différents systèmes respiratoires alliés à leur circulation sanguine sont bien plus efficaces et donc ne limitaient pas leur taille comme dans le cas des insectes. Leurs tailles sont limités par d'autres facteurs, essentiellement des contraintes de poids sur leur squelette.

### Dépense d'énergie thermique
Soit un tout petit animal, dimension moyenne 3 cm, masse 3 grammes.
Soit un gros animal, dimension moyenne 3 m, masse 3 tonnes. Le facteur d'échelle est de 100. Sa surface est multipliée par 1002 soit dix mille, son volume par 1003 soit un million.
Le gros animal a un rapport surface de peau / masse cent fois plus faible.
Nos deux animaux sont à sang chaud. Supposons une même température extérieure, inférieure à celle du corps. Le petit animal qui présente une surface de peau (de déperdition thermique) 100 fois plus forte (ramenée à sa masse) va dépenser proportionnellement 100 fois plus d'énergie pour maintenir sa température. À mode de vie comparable (activité physique, température ambiante), il va devoir manger 100 fois plus (par rapport à son poids, toujours).
Exemples
- Les plus gros animaux (mammifères marins, éléphants) mangent de 2 % à 7 % l'équivalent de leur poids par jour.
- Les plus petits mammifères et les oiseaux de mer qui dépensent beaucoup d'énergie mangent l'équivalent de leur propre poids par jour.
- Le colibri ou oiseau-mouche, animal à sang chaud et qui vole, peut manger deux fois l'équivalent de son poids par jour. La nuit, certains oiseaux-mouches laissent descendre la température de leur corps afin de limiter leurs déperditions thermiques.

### Le vol animal
Les oiseaux sont des animaux à sang chaud, de densités voisines, à motorisation et carburant comparables (muscles, oxygène et glucose apportés par le sang). Quand la taille augmente, la masse augmente plus vite que la surface. Le coefficient de portance de l'aile variant peu, la vitesse minimale de vol augmente avec la taille. Un oiseau 4 fois plus grand devra voler au minimum 2 fois plus vite. Les plus petits oiseaux peuvent générer une portance suffisante par un battement d'ailes à haute fréquence, mais les efforts d'inertie liés à la taille obligent les oiseaux plus grands à réduire cette fréquence. Ils doivent courir au sol face au vent ou perdre de l'altitude pour atteindre leur vitesse minimale de vol.
- Le colibri est le plus petit des oiseaux. Envergure 10 cm, surface environ 25 cm2, masse 3 grammes. Sa charge alaire (masse/ surface) de 1,2 kg/m2 et ses faibles contraintes d'inertie autorisent une fréquence de battement d'ailes très élevée, environ 50 fois par seconde. Le colibri est le seul oiseau à pouvoir soutenir un vol stationnaire.
- Un passereau, 30 grammes, 2,7 kg/m2, ne peut pas voler sur place, mais peut décoller sans prise de vitesse initiale en montant fortement dans n'importe quelle direction, indépendamment du vent.
- Un pic-vert, 200 grammes, 6 kg/m2 est plus chargé au mètre carré. Il s'envole d'un arbre en commençant par perdre 1 à 2 mètres d'altitude pour prendre de la vitesse.
- Un canard ou un goéland, 1,2 kg, 7 à 8 kg/m2, décolle et atterrit face au vent, sauf urgence. Un canard peut se poser sur l'eau avec le vent dans le dos malgré une vitesse d'approche évidemment trop élevée : il effectue un freinage hydrodynamique avec les pieds palmés bien écartés faisant déflecteurs, et termine sa course par un splash final.
- Les plus gros oiseaux, le condor, 15 kg, environ 10 kg/m2, ou l'outarde 19 kg, les plus chargés au mètre carré, ne peuvent pas s'envoler sans une longue course d'accélération au sol ou sans s'aider du vent de face. Les vautours attendent les ascendances thermiques de l'après-midi pour voler. Les outardes et les cygnes volent peu, mais vite (forte dépense d'énergie qui ne peut pas être soutenue longtemps hors ascendances dynamiques ou thermiques). Il ne semble pas qu'un oiseau de plus de 25 kg puisse décoller, sauf par vent de face assez fort (> 10 m/s) ou en perdant de l'altitude (à confirmer).
- Le Daedalus, avion à pédales conçu et réalisé par le MIT aux États-Unis peut être considéré comme le plus gros oiseau à propulsion animale. Envergure 34 m, masse à vide 32 kg seulement (très léger mais aussi très fragile), charge alaire 3,4 kg/m2, puissance du pilote en continu environ 200 à 300 W. C'est ce niveau de puissance assez faible qui explique la faible charge alaire, car une charge plus élevée amènerait une vitesse de vol demandant trop de puissance au pilote. Durée de vol 4 heures, consommation 1,5 litre à l'heure de boisson énergisante, soit une consommation spécifique de 5 kg/(kW h) (30 fois plus qu'un moteur thermique à essence qui demande environ 160 g/(kW h)). En supposant 6 heures de vol par jour, on aurait un poids de nourriture par jour d'au moins 10 kg, à rapporter au poids total de l'engin (104 kg), ce qui ferait du 10 %.

## Génie civil, bâtiments et sciences de la terre

### Habitations
Un pavillon isolé présente beaucoup plus de surface d'échange rapportée à son volume qu'un gros immeuble. Par exemple :
- une petite maison individuelle de 70 m2 habitable (dimensions 10 par 7, hauteur 2,5 m) a une surface totale de façade et de toiture (à 45°) de 185 m2;
- un immeuble regroupant 8 fois cette surface sur 4 niveaux, dimensions 48 × 12 × 10 m, aura 2 300 m2 de surface développée totale pour 32 appartements, soit 72 m2 de surface d'échange par appartement en moyenne, soit presque 3 fois moins;
- un appartement de cet immeuble, s'il a des voisins sur les côtés, au-dessus et dessous, peut avoir seulement 12 m de façade, soit 12 x 2,5 = 30 m2 de surface d'échange, ce qui fait 6 fois moins.

### Franchissement de portée
Comme vu plus haut, si on double la longueur d'une poutre, la contrainte de traction/compression dans le matériau est multipliée par 2. Cependant, cette relation est vraie si on considère que la section augmente en même temps que la portée. Dans la pratique, on arrive vite à des limites : une poutre de 10m de long aurait une section de 1m x 1m. Cela devient compliqué à mettre en œuvre au niveau du poids de la poutre.
- Portées en pierre travaillant en flexion (dolmens, linteaux) : le poids propre des blocs de pierre et l'effet d'échelle limitent l'utilisation de la pierre comme matériau de franchissement de portée. La pierre résiste bien en compression (environ 50-100 MPa), mais beaucoup moins bien en traction (environ 1/10 de la résistance en compression pour le granit et le calcaire et jusqu'à 1/15 pour le grès).

Il a fallu l'invention de la voûte (qui fait travailler le matériau en compression et non plus en flexion) pour augmenter les longueurs de portée et autoriser la construction de ponts en pierre au lieu de bois.
- Grandes portées : le principe de la voûte surbaissée (le pont Anji en Chine, 580 ans apr. J.-C. ; principe appliqué en Europe 800 ans plus tard) a permis d'augmenter la portée, au prix d'une augmentation des contraintes de compression dans la pierre et de très fortes poussées latérales aux appuis. La limite du principe de la voûte est celle de la tenue en compression du matériau et de la capacité de résistance des rives où s'appuie la voûte.
- Très grandes portées. Le principe de la poutre pleine est exclu, elle ne supporterait même pas son propre poids. On réduit le niveau de contrainte dans le système en séparant et en écartant au maximum les parties tendues et comprimées (structure en treillis, ponts à haubans). La réduction du poids propre (tablier en acier au lieu de béton, câbles en acier haute résistance) est un impératif.

### Grands bâtiments en pierre
On ne peut augmenter indéfiniment la hauteur d'un édifice en pierre. Il y a une limite, celle où la pierre située à la base de la construction s'écrase sous le poids propre du bâtiment. Le travail d'allègement des parties hautes des cathédrales répond à cette exigence. Le projet académique d'une tour de 300 mètres en pierre qui était proposé à la place de la tour métallique de Gustave Eiffel aurait posé de très sérieux problèmes de faisabilité, pour le bâtiment lui-même, sa tenue au vent et aussi pour ses fondations en bordure de Seine. Le plus haut bâtiment en pierre serait l'Obélisque de Washington, 169 m de hauteur, achevée en 1885.

### Génie civil & géologie
Des effets d'échelle ont été observés dans les interactions sol-structures. Ainsi, dans des conduits karstiques rectiligne, le coefficient de dispersion est sujet à un effet d’échelle, jusqu’à une certaine distance au-delà duquel s'applique le processus classique fickien de dispersion, caractérisé par un coefficient de dispersion constant.

## Engins

### Engins de transport
L'effet d'échelle détermine en partie le rendement énergétique du transport.

#### Véhicules
Comparaison automobiles / autocars. À vitesse constante, la traînée totale dépend de la traînée aérodynamique et de la traînée de roulement.
La traînée aérodynamique est fonction de la Surface frontale multipliée par le Cx
automobile, S = 1,80 m2, Cx = 0,34, S×Cx = 0,62 m2
autocar, S = 5,8 m2, Cx = 0,7, S×Cx = 4,1 m2
Si le car transporte 30 personnes et la voiture 2, on une surface de traînée par personne de 0,13 m2 dans l'autocar au lieu de 0,30 m2 dans la voiture, malgré l'aérodynamique beaucoup moins profilée du car. La surface frontale, qui est déterminante, augmente moins vite que le volume disponible pour les passagers.
note : l'homothétie n'est pas bien respectée, le car est plus long en proportion.

#### Navires

##### Stabilité des voiliers
Sous l'effet du vent, le voilier gîte (il penche). L'état d'équilibre est obtenu quand le moment inclinant est égal au moment de redressement. Pour une force de vent donnée :
- le moment inclinant dépend de la hauteur de la voilure et de sa surface, donc varie en L x L2 = L3
- le moment de redressement dépend du poids et de la distance horizontale (du bras de levier) entre le centre de carène et le centre de gravité, donc varie en L x L3 = L4

La stabilité augmente avec L4 / L3 = L. Elle augmente avec le facteur d'échelle : une maquette de voilier au 1/10 est 10 fois moins stable que le réel. Pour corriger, le modèle réduit doit être davantage lesté que le réel. Les voiliers modèles réduits de compétition (Classe M, longueur 1,27 m) ne sont pas des maquettes de voiliers réels. Ils ont des tirants d'eau (bras de levier du lest) plus que doublés et sont très fortement lestés (torpilles de plomb). Les rapports de lest/déplacement sont beaucoup plus forts qu'au réel (75 % au lieu de 30 %).

##### Résistance à l'avancement en fonction de la taille
La traînée (résistance à l'avancement) d'un navire dépend de sa surface de frottement avec la mer et de sa traînée de vague.
- La surface mouillée varie avec le carré de la longueur. Plus le navire est grand, plus le ratio surface mouillée (résistance de frottement) sur Déplacement (volume, poids) est faible.
- Le coefficient de frottement diminue quand la longueur et avec la vitesse augmentent. Le calcul à la vitesse de 20 nœuds (10 m/s) donne les ordres de grandeur suivants ( × 10−3):

longueur  50 m, Cf = 1,70
longueur 100 m, Cf = 1,56
longueur 200 m, Cf  = 1,43 (0,001 43)
- La traînée de vague varie avec le volume (le cube de la longueur) et dépend aussi de la relation vitesse / longueur, caractérisée par le Nombre de Froude Fn) :

Fn = V / (g × L)0,5
Quand la vitesse reste constante, plus le navire est grand, plus le système de vagues généré par la coque est réduit, plus le coefficient de traînée de vague est faible.
L'effet d'échelle agit directement sur le bilan de traînée et donc sur le rendement économique : les grands navires (pétroliers, porte-conteneurs) sont les plus économes.
Résistance relative au poids (R / Delta), à la vitesse de croisière :
Grand navire lent (300 m, 15 nds), Fn 0,15, R/D = 0,001 (la résistance vaut le millième du poids)
Bateau de guerre (200 m, 25 nds), Fn 0,30, R/D = 0,030 (30 kg par tonne)
NGV (navire à grande vitesse), Fn 0,70, R/D = 0,080
Vedette; Fn 1.0, R/D = 0.15 (150 kg par tonne, la résistance vaut 15 % du poids).

##### Essais en bassin des carènes
Les modèles de bassin sont à échelle réduite : la facteur d'échelle est souvent supérieur à 10 ou 20. Les plus grands bassins, comme le B-600 de la DGA à Val-de-Reuil (545 m de long) permettent de passer des modèles jusqu'à 10 m de long, soit le 1/20 d'un bâtiment de 200 m de longueur. Des bassins plus petits, comme celui de l'École centrale de Nantes, longueur 200 m, permettent de passer des modèles de 2 à 3 mètres de long. Le facteur d'échelle peut alors dépasser 50. Les ratios surface/volume du modèle et du réel sont alors très différents, et la décomposition des traînées mesurées l'est également : la traînée de frottement (surface mouillée) est plus importante au bassin.
La traînée mesurée au bassin est une traînée totale Rtot = traînée de frottement (liée à la surface) + traînée de vague (liée au volume).
on détermine d'après le plan des formes la surface mouillée (en statique),
on calcule la traînée de frottement (Rf) théorique de la carène, qui sera extrapolée au carré au réel,
on trouve par soustraction (Rtot - Rf) la traînée de vague, qui sera extrapolée au cube au réel.
La surface mouillée en dynamique étant différente de la surface mouillée statique, il y a là une source d'erreur, spécialement dans le cas des navires rapides :
planants : réduction de la surface mouillée,
non-planants : augmentation de la surface mouillée latérale (vague d'étrave).
Des essais d'optimisation de forme, d'assiette, d'appendices peuvent donner un avantage au bassin que l'on ne retrouvera pas forcément au réel.
Problème des appendices et des petites surfaces portantes (foils): les coefficients de frottement sont très différents entre le modèle et le réel, à cause de la laminarité qui peut être totale sur le modèle (très faible traînée) et de la rugosité beaucoup plus forte au réel. Ces problèmes de laminarité peuvent être réduit par l'ajout de stimulateur de turbulence sur les maquettes.

##### Modèles réduits, nombres sans dimensions
Particulièrement en mécanique des fluides, les essais portant sur des engins de grandes dimensions (navires, avions, etc.) sont effectués à petite échelle. Plus le facteur d'échelle est important, plus la répartition des différentes traînées (frottement, vague) diffère entre le modèle et le réel; l'expression effet d'échelle prend un sens précis.
Par exemple, dans l'étude d'un écoulement autour d'un obstacle le sillage doit comporter, à l'échelle près, le même système d'ondes, de tourbillons ou de turbulence sur le modèle et sur le prototype. Dire que les phénomènes sont semblables revient à dire que certains invariants doivent être conservés lorsqu'on change d'échelle. Ces invariants sont donc des nombres sans dimension qui doivent être construits à partir des grandeurs dimensionnelles qui caractérisent le phénomène (pour plus de précisions, voir Similitude des modèles réduits).
Parmi ces nombres sans dimension, certains sont des rapports de longueurs : leur conservation caractérise la similitude géométrique qui n'appelle pas de commentaires particuliers. Seuls ceux qui font intervenir des grandeurs physiques présentent ici un intérêt.
Dans certains problèmes, on peut admettre qu'un seul nombre sans dimension doit être conservé. En aérodynamique, c'est assez souvent le cas du nombre de Mach aux vitesses assez grandes pour que la compressibilité de l'air ne soit plus négligeable.

##### Conditions de similitude
Les conditions de similitude peuvent être incompatibles. Ainsi, lors du déplacement d'une maquette de navire, il faudrait en principe conserver simultanément :
- le nombre de Reynolds pour décrire les frottements sur la coque,
- le nombre de Froude pour décrire le système de vagues et le sillage sur la surface libre.

Une inspection rapide des formules montre qu'une réduction de l'échelle devrait, dans ces conditions, s'accompagner à la fois :
- d'une augmentation de la vitesse du modèle pour satisfaire la similitude de Reynolds,
- d'une réduction de la vitesse pour satisfaire la similitude de Froude.

Dans l'impossibilité de calculer théoriquement ou précisément la traînée de vague (c'est justement pour cela que l'on effectue des essais en bassin), on respecte la similitude de Froude et on calcule la résistance de frottement théorique en tenant compte de l'échelle. Quand le facteur d'échelle est important, toute imprécision du calcul du frottement (surface mouillée effective, vitesse locale plus élevée que la vitesse d'avance, rugosité, étendue de la laminarité plus ou moins bien connues) se traduit par une imprécision encore plus élevée de la résistance de vague car elle sera extrapolée au cube de l'échelle. Plus le modèle se rapproche de la taille réelle, plus les calculs sont précis. C'est cela qui a conduit à la réalisation de bassins d'essais de grandes dimensions (plus de 500 m de longueur).

#### Avions
Si on augmente la taille d'un avion, la masse augmentant plus vite que la surface, la charge alaire (F/S en newtons par mètre carré) augmente.
F = 1/2 ρ V2 S Cz
À coefficient de portance (Cz) identique, il faut en théorie augmenter la vitesse de vol : V devrait suivre la racine du facteur d'échelle : l'avion deux fois plus gros devrait voler 1.4 fois plus vite.
- Limite de vitesse. Si l'on veut rester dans le domaine subsonique (en dessous du mur du son) pour des raisons économiques liées à l'aérodynamique et à la motorisation, on ne peut pas dépasser une vitesse de 0,86 Mach. C'est un véritable mur. Si l'avion est plus grand, donc plus lourd, on ne peut plus jouer que sur la charge alaire.
- or la charge alaire est limitée :

par la traînée aérodynamique en croisière (F/S plus élevée → Cz plus élevé → traînée induite plus forte). Coefficient de traînée induite :
Cxi = Cz² / (π.λ) avec λ = allongement effectif de l'aile
par la complexité, le poids et le coût des systèmes hypersustentateurs (becs et volets),
par les vitesses et les distances de décollage/atterrissage.
L'avion plus grand ne sera plus un simple agrandissement du plus petit : rapportée à son fuselage, son aile sera plus grande.
- Limite d'envergure. Si l'on veut rester dans un encombrement compatible avec les aéroports actuels, on ne peut pas non plus augmenter l'envergure indéfiniment. L'avion plus grand ayant plus de surface, il aura un allongement plus faible.
- Stabilisation. Le dimensionnement des surfaces de stabilisation suit la même loi que celle des surfaces portantes. La vitesse étant limitée, pour garder des moments stabilisants suffisants (forces x distances) il va falloir augmenter les dimensions des surfaces plus vite que l'échelle. Les contraintes de stabilisation dynamique (faisant intervenir les effets d'inertie, les masses et les distances au carré) conduisent aux mêmes conséquences. L'avion plus grand aura des surfaces d'empennage plus grandes (toutes proportions gardées) que le plus petit. Comparaison A 380 - A320 à chiffrer.
- Comme pour les navires, le Nombre de Reynolds augmente avec la taille, et le Coefficient de frottement diminue. Calcul en croisière (altitude 9 000 mètres, Mach 0.83):

corde d'aile de 3 m, Cf = 2,64 × 10-3
corde d'aile de 6 m, Cf = 2,38 × 10-3, soit un gain de 10 %
corde d'aile de 9 m, Cf = 2,24 × 10-3, soit un gain de 15 %
- La taille humaine étant une constante, il y a des paliers de dimensions associés à des différences de configuration, par exemple :
largeurs de fuselage pour 2, 3, 4, 5, 6, etc. places de front. Certaines largeurs « bâtardes » ne sont pas intéressantes. La largeur permettant 6 places de front est une des plus économiques : il y a qu'un couloir de circulation (surface perdue) pour 6 passagers.
hauteur fuselage et aménagement de la section : 1 pont (50 places), 1 pont plus soute (100 à 400 places), deux ponts plus soute (400 à 800 places). La configuration à deux ponts permet un remplissage plus important de la section.
- Remplissage : nombre de sièges rapporté à la circonférence du fuselage (coût en surface mouillée de fuselage par passager). Pour une tranche de fuselage de 1 m de long :

CRJ-700, diamètre 2,69 m, 4 passagers de front, 2,11 m2/passager
Airbus A-320, diamètre 3,96 m, 6 passagers de front, 2,07 m2 par passager. Un seul pont, la surface par passager ne diminue pas.
Airbus A-380, ellipse 8,40 × 7,15 m, deux ponts, 10 + 8 = 18 passagers de front, la surface descend à 1,36 m2 par passager (gain environ 35 %)
- Charge au sol (nombre de roues). Pour un nombre de roues donné, la surface d'appui au sol augmente moins vite que le poids de l'avion : l'avion plus grand devra augmenter le nombre de ses roues pour conserver une charge au mètre carré (limitée par le matériau de la piste) constante. Nombre de roues du train principal :
  - Airbus A-320 : 4 roues
  - Airbus A-340 : 10 ou 12 roues selon la version
  - Airbus A-380 : 20 roues
- Accélérations en manœuvres. Les plus petits avions, comme le Colomban MC-10, monoplace, 70 kg à vide, ont très peu d'inertie (l'inertie variant avec la puissance 5 de l'échelle). Une manœuvre brutale des commandes peut amener un niveau d'accélération très important, ce qui peut gêner fortement le pilote et dépasser les limites structurales de l'appareil. La conception des gouvernes (surface, débattement) doit tenir compte de cette particularité liée à l'échelle.

## Physique

### Vitesse de chute dans l'air
La vitesse finale (stabilisée) est atteinte quand le poids (la masse soumise à la gravité) équilibre le freinage aérodynamique de l'air (qui est lié à la surface frontale).

### Ondes sonores
Cloches, fréquence sonore directement reliée à la taille. Idem diapason, instruments à cordes (violon aigus-violoncelle graves), instruments à vent, orgues.

### Moteurs thermiques
Résistances de frottement rapportée au volume (à la cylindrée), nombre de cylindres, rendement spécifique.